# Kacem Slimani
Kacem Slimani (ar. قاسم سليماني; ur. 1 lipca 1948 w Sattat, zm. 30 listopada 1996) – marokański piłkarz grający na pozycji obrońcy.

## Kariera klubowa
Kacem Slimani podczas kariery piłkarskiej występował w klubach RS Settat, Paris FC i US Nœux-les-Mines.

## Kariera reprezentacyjna
W reprezentacji Maroka Kacem Slimani grał w latach sześćdziesiątych i siedemdziesiątych.
W 1969 roku uczestniczył w zakończonych sukcesem eliminacjach do Mistrzostw Świata 1970, na których później wystąpił.
Na Mundialu w Meksyku był podstawowym zawodnikiem i wystąpił we wszystkich trzech meczach Maroka z RFN, Peru i Bułgarią.